# Dirty Dancer
«Dirty Dancer» (с англ. — «Грязная танцовщица») — шестой сингл испанского певца Энрике Иглесиаса из альбома «Euphoria» (2010) при участии американского певца Ашера, выпущенный 9 мая 2011 года на лейбле «Universal». Были записаны три версии песни — альбомная и ремиксы вместе с Лилом Уэйном и Найер. А также эта песня входит в мини-альбом Ашера «Versus» (2010).
Альбомная версия «Dirty Dancer» попала в UK Singles Chart, голландский Single Top 100 и словацкий Radio Top 100 Oficiálna, в то время как сингловая версия вошла в Australian Singles Chart, Official New Zealand Music Chart и американский Billboard Hot 100. В музыкальном клипе Итана Ладера на песню «Dirty Dancer» трое артистов наблюдают за голографическими танцовщицами в ночных клубах. Сингл уже получил золотой сертификат в Австралии и США. Кавер-версия была сделана голландской симфо-метал-группой Within Temptation в рамках их еженедельных радио-каверов в поддержку их предстоящего мероприятия Elements и был включён в их апрельский кавер-альбом 2013 года The Q-Music Sessions. В песне использованы фрагменты песни 1995 года «Salva Mea» группы Faithless.

## О песне
«Dirty Dancer» был написан Энрике Иглесиасом, RedOne, Эваном Богартом, Эрикой Нури и Дэвидом Киньонесом, а продюсирован RedOne. Она была записана в South Point Studios, Майами. «Dirty Dancer» — это данс-поп песня с некоторым влиянием электропопа, дабстепа и рейв-музыки. По словам Адама Грэма из MTV News, «Dirty Dancer» рассказывает о «миловидной, но опасной женщине»; в его хук-лирике есть слова «She’s a dirty, dirty dancer/ Dirty, dirty dancer/ Never ever lonely». В начале песни Ашер произносит фразу: «The dirty girls all around the world». Иглесиас и Ашер обмениваются стихами перед тем, как на сингле Уэйн произносит свой рэп куплет, в котором содержится отсылка к актёру Эдди Мёрфи. «Dirty Dancer» была включена в шестой студийный альбом Иглесиаса «Euphoria» и мини-альбом Ашера «Versus». «Dirty Dancer» был отправлен на австралийское радио современного хита (CHR) и nights radio 9 мая, в то время как ремикс на сингл был отправлен в США 10 мая. Сингл был выпущен в качестве цифровой дистрибуции в Северной Америке 12 июня 2011 года и был выпущен в Европе и Океании 19 июня.

## Критика
Роберт Копси из Digital Spy и Эллисон Стюарт из The Washington Post выбрали «Dirty Dancer» как один из лучших треков на Euphoria, при этом Стюарт назвала его «зажигательным». Уилсон Макби из журнала Prefix раскритиковал появление Уэйна на треке и написал, что строчка «Ain’t no money like young money» была его «самой слабой последней строкой за всю историю».

## Живое выступление
Энрике Иглесиас впервые исполнил «Dirty Dancer» вживую в составе попурри «I Like It», которое он исполнил в десятом сезоне «American Idol» 12 мая 2011 года. Для выступления он был одет в синие джинсы и чёрную кожаную куртку, на видеоэкранах которых Ашер и Лил Уэйн появлялись позади бэк-вокалистов и группы. Сначала Иглесиас находился под одиноким прожектором, прежде чем несколько зелёных лазерных лучей осветили сцену.

## Клип
Музыкальное видео на песню «Dirty Dancer» было снято Яшей Малекзадом, Джеффом Дотсоном и Итаном Ладером и премьера состоялась 22 июня 2011 года. Оно начинается с показа ночного города и Иглесиаса, направляющегося в футуристический стрип-клуб, который затем наблюдает, как голографический танцор на пилоне выполняет гимнастические упражнения, одетый в чёрный латексный костюм. Ашер был одетым в чёрную одежду и поющим в одиночестве в тёмной комнате. На протяжении всего видео он чередует реальность и голографию. Иглесиас показан в похожих сценах, и в какой-то момент он опускает пиджак, чтобы обнажить своё голубое светящееся сердце. Иглесиас нажимает кнопки на пульте дистанционного управления, и танцовщицу заменяет другая, одетая в серебро, которую, в свою очередь, заменяет танцовщица в золотом бикини. Уэйн начинает свой куплет, когда его проецируют на здание, в то время как другие кадры показывают его в тёмной комнате, похожей на комнату Ашера. Танцовщица, за которой наблюдает Иглесиас, наклоняется, чтобы поцеловать его, но вместо неё появляется голографическое сообщение с надписью «credit expired». Сабрина Когната из WNOW-FM написал: «В этом видео есть все. И я имею в виду все, что стоит иметь». Дженна Халли Рубенштейн из MTV Buzzworthy написала: «Если ты хочешь стать бейсболистом, это видео о том, как ты это делаешь». Видео посмотрели более 137 миллионов раз.

## Список композиций
- U.S. digital download

1. «Dirty Dancer» (Single Version) (with Usher featuring Lil Wayne) — 4:05
2. «Dirty Dancer» (Music Video)
3. «Dirty Dancer» (Remix) (with Usher featuring Lil Wayne and Nayer) — 4:04

- German CD single / UK digital download[1]

1. «Dirty Dancer» (Single Version) (with Usher featuring Lil Wayne) — 4:05
2. «Dirty Dancer» (with Usher) — 3:35

## Чарты и сертификаты

### Album version
| Чарт (2010-11)                       | Позиция |
| ------------------------------------ | ------- |
| Бельгия/Фландрия (Ultratop 50)       | 32      |
| Бельгия/Валлония (Ultratop 50)       | 25      |
| Чехия (Rádio — Top 100)              | 16      |
| Дания (Tracklisten)                  | 37      |
| Нидерланды (Single Top 100)          | 39      |
| Словакия (IFPI)                      | 2       |
| Испания (PROMUSICAE)                 | 20      |
| Швеция (Sverigetopplistan)           | 54      |
| UK Singles (Official Charts Company) | 194     |

### Single remix
| Чарт (2011)                         | Позиция |
| ----------------------------------- | ------- |
| Australia Dance (ARIA Charts)       | 9       |
| Австралия (ARIA)                    | 24      |
| Австрия (Ö3 Austria Top 40)         | 14      |
| Канада (Canadian Hot 100)           | 11      |
| Канада (Billboard CHR/Top 40)       | 9       |
| Канада (Billboard Hot AC)           | 28      |
| Франция (SNEP)                      | 99      |
| Германия (GfK)                      | 17      |
| Ирландия (IRMA)                     | 26      |
| Mexico Airplay (Billboard)          | 49      |
| Нидерланды (Dutch Top 40)           | 25      |
| Новая Зеландия (Recorded Music NZ)  | 22      |
| Румыния (Romanian Top 100)          | 25      |
| Россия (TopHit)                     | 18      |
| Шотландия (OCC Scotland)            | 17      |
| Швейцария (Schweizer Hitparade)     | 30      |
| Великобритания (OCC UK Hip Hop/R&B) | 6       |
| Великобритания (OCC UK Singles)     | 21      |
| Украина (TopHit)                    | 41      |
| US Billboard Hot 100                | 18      |
| US Hot Dance Club Songs (Billboard) | 1       |
| US Pop Songs (Billboard)            | 17      |
| США (Billboard Rhythmic)            | 32      |

### Чарты на конец года
| Чарт (2011)                         | Позиция |
| ----------------------------------- | ------- |
| Канада (Canadian Hot 100)           | 62      |
| Румыния (Romanian Top 100)          | 75      |
| Russia Airplay (TopHit)             | 88      |
| Ukraine Airplay (TopHit)            | 169     |
| US Hot Dance Club Songs (Billboard) | 7       |

### Сертификаты
| Регион | Сертификация  | Продажи  |
| --- | ------------- | -------- |
| Австралия (ARIA) | Платиновый    | 70 000^  |
| Канада (Music Canada) | 2× Платиновый | 160 000* |
| США (RIAA) | Золотой       | 500 000* |
| * Данные о продажах приведены только на основе сертификации. ^ Данные о тиражах приведены только на основе сертификации. |               |          |

## История выхода
| Страна         | Дата         | Формат                 | Лейбл              |
| -------------- | ------------ | ---------------------- | ------------------ |
| Австралия      | 9 мая 2011   | Contemporary hit radio | Universal Music    |
| США            | 10 мая 2011  | Contemporary hit radio | Universal Republic |
| Канада         | 12 июня 2011 | Digital download       | Universal Music    |
| Мексика        | 12 июня 2011 | Digital download       | Universal Music    |
| США            | 12 июня 2011 | Digital download       | Universal Republic |
| Австралия      | 19 июня 2011 | Digital download       | Universal Music    |
| Австрия        | 19 июня 2011 | Digital download       | Universal Music    |
| Дания          | 19 июня 2011 | Digital download       | Universal Music    |
| Франция        | 19 июня 2011 | Digital download       | Universal Music    |
| Германия       | 19 июня 2011 | Digital download       | Universal Music    |
| Нидерланды     | 19 июня 2011 | Digital download       | Universal Music    |
| Новая Зеландия | 19 июня 2011 | Digital download       | Universal Music    |
| Норвегия       | 19 июня 2011 | Digital download       | Universal Music    |
| Швеция         | 19 июня 2011 | Digital download       | Universal Music    |
| Испания        | 19 июня 2011 | Digital download       | Universal Music    |
| Великобритания | 19 июня 2011 | Digital download       | Polydor Records    |
| Германия       | 22 июля 2011 | CD single              | Universal Music    |